# Emmanuel Agbo
Emmanuel Agbo (* 10. Januar 1980) ist ein ehemaliger nigerianischer Fußballspieler.

## Karriere
Agbo wechselte in der Winterpause der Saison 1999/2000 von Iwuanyanwu Nationale zum österreichischen Bundesligisten Schwarz-Weiß Bregenz. Agbo kam als Torschützenkönig der Nigeria Professional Football League zu den Vorarlbergern. Die daher hohen Erwartungen, die in den Winterneuzugang gesteckt wurden, konnte er aber nicht erfüllen, für die Bregenzer sollte er nur zu sieben Einsätzen in der Bundesliga kommen, in denen er ohne Treffer blieb.
Bereits nach einem halben Jahr in Europa kehrte Agbo zur Saison 2000/01 wieder nach Nigeria zurück und schloss sich den Rangers International. Später spielte er noch ein zweites Mal für Iwuanyanwu, für die Lobi Stars und den Gateway United FC, ehe er 2010 seine Karriere beendete.